# Alpaslan Öztürk
Alpaslan Öztürk (Amberes, Bélgica, 16 de julio de 1993) es un futbolista belga con nacionalidad turca. Su posición es la de defensa y su club es el Pendikspor de la Superliga de Turquía.

## Trayectoria

### Galatasaray S. K.
El 11 de junio de 2021 se hizo oficial su llegada al Galatasaray S. K. firmando un contrato hasta 2024.

### Eyüpspor
El 30 de junio de 2022 se hizo oficial su llegada al Eyüpspor a préstamo por un año. El siguiente, después de haber sido liberado, fichó por el Pendikspor.

## Estadísticas

### Clubes
Actualizado al último partido jugado el 26 de mayo de 2024.
| K Beerschot VAC · Bélgica                                                                           | 1.ª           | 2011-12       | 15  | 0  | 1  | 0 | - | - | 16  | 0  | 0    |
| K Beerschot VAC · Bélgica                                                                           | 1.ª           | 2012-13       | 26  | 1  | 1  | 0 | - | - | 27  | 1  | 0,03 |
| K Beerschot VAC · Bélgica                                                                           | Total club    | Total club    | 41  | 1  | 2  | 0 | 0 | 0 | 43  | 1  | 0,02 |
| Standard Lieja · Bélgica                                                                            | 1.ª           | 2013-14       | 11  | 0  | 1  | 0 | 5 | 0 | 17  | 0  | 0    |
| Standard Lieja · Bélgica                                                                            | Total club    | Total club    | 11  | 0  | 1  | 0 | 5 | 0 | 17  | 0  | 0    |
| Kasımpaşa S. K. Turquía                                                                             | 1.ª           | 2013-14       | 10  | 0  | -  | - | - | - | 10  | 0  | 0    |
| Kasımpaşa S. K. Turquía                                                                             | 1.ª           | 2014-15       | 23  | 0  | 1  | 0 | - | - | 24  | 0  | 0    |
| Kasımpaşa S. K. Turquía                                                                             | Total club    | Total club    | 33  | 0  | 1  | 0 | 0 | 0 | 34  | 0  | 0    |
| Eskişehirspor Turquía                                                                               | 1.ª           | 2015-16       | 15  | 0  | 3  | 0 | - | - | 18  | 0  | 0    |
| Eskişehirspor Turquía                                                                               | Total club    | Total club    | 15  | 0  | 3  | 0 | 0 | 0 | 18  | 0  | 0    |
| Elazığspor S. K. Turquía                                                                            | 2.ª           | 2016-17       | 3   | 0  | -  | - | - | - | 3   | 0  | 0    |
| Elazığspor S. K. Turquía                                                                            | 2.ª           | 2017-18       | 29  | 8  | -  | - | - | - | 29  | 8  | 0,28 |
| Elazığspor S. K. Turquía                                                                            | Total club    | Total club    | 32  | 8  | 0  | 0 | 0 | 0 | 32  | 8  | 0,25 |
| Göztepe S. K. Turquía                                                                               | 1.ª           | 2018-19       | 25  | 3  | 5  | 0 | - | - | 30  | 3  | 0,10 |
| Göztepe S. K. Turquía                                                                               | 1.ª           | 2019-20       | 24  | 7  | 1  | 0 | - | - | 25  | 7  | 0,28 |
| Göztepe S. K. Turquía                                                                               | 1.ª           | 2020-21       | 20  | 2  | -  | - | - | - | 20  | 2  | 0,10 |
| Göztepe S. K. Turquía                                                                               | Total club    | Total club    | 69  | 12 | 6  | 0 | 0 | 0 | 75  | 12 | 0,19 |
| Galatasaray S. K. Turquía                                                                           | 1.ª           | 2021-22       | 11  | 0  | 1  | 0 | 4 | 0 | 16  | 0  | 0    |
| Galatasaray S. K. Turquía                                                                           | Total club    | Total club    | 11  | 0  | 1  | 0 | 4 | 0 | 16  | 0  | 0    |
| Eyüpspor Turquía                                                                                    | 2.ª           | 2022-23       | 18  | 2  | -  | - | - | - | 18  | 2  | 0,11 |
| Eyüpspor Turquía                                                                                    | Total club    | Total club    | 18  | 2  | 0  | 0 | 0 | 0 | 18  | 2  | 0,11 |
| Pendikspor Turquía                                                                                  | 1.ª           | 2023-24       | 22  | 2  | 1  | 0 | - | - | 23  | 2  | 0,09 |
| Pendikspor Turquía                                                                                  | Total club    | Total club    | 22  | 2  | 1  | 0 | 0 | 0 | 23  | 2  | 0,09 |
| Total carrera                                                                                       | Total carrera | Total carrera | 252 | 25 | 15 | 0 | 9 | 0 | 276 | 25 | 0,09 |
| (1) Incluye datos de Copa de Bélgica y Copa de Turquía. (2) No incluye goles en partidos amistosos. |               |               |     |    |    |   |   |   |     |    |      |